# Cmentarz wojenny nr 101 – Libusza
Cmentarz wojenny nr 101 – Libusza – cmentarz z I wojny światowej, zaprojektowany przez Hansa Mayra, położony na terenie wsi Libusza w gminie Biecz w powiecie gorlickim w województwie małopolskim. Jeden z ponad 400 zachodniogalicyjskich cmentarzy wojennych zbudowanych przez Oddział Grobów Wojennych C. i K. Komendantury Wojskowej w Krakowie. Należy do III Okręgu Cmentarnego Gorlice.

## Opis
Cmentarz znajduje w południowo-zachodniej części wsi, wśród pól, na działce ewidencyjnej nr 695.
Cmentarz ma kształt prostokąta o powierzchni ogrodzonej około 98 m². Przy północno-zachodnim ogrodzeniu u stóp pomnikowego dębu stał wysoki drewniany krzyż centralny z półkolistym, blaszanym nakryciem. Cmentarz pierwotnie ogrodzony drewnianym płotem, a obecnie kamiennymi słupkami i żelaznymi sztachetami na podmurówce z wejściem od strony południowo-wschodniej. Układ grobów regularny z nagrobkami w formie dużych dwuramiennych krzyży rosyjskich na betonowych cokołach. Krzyż centralny zniszczony, cmentarz zaniedbany (2015).
Na cmentarzu pochowano 53 żołnierzy rosyjskich w 3 mogiłach zbiorowych oraz 4 grobach pojedynczych poległych w maju 1915 roku.

## Galeria

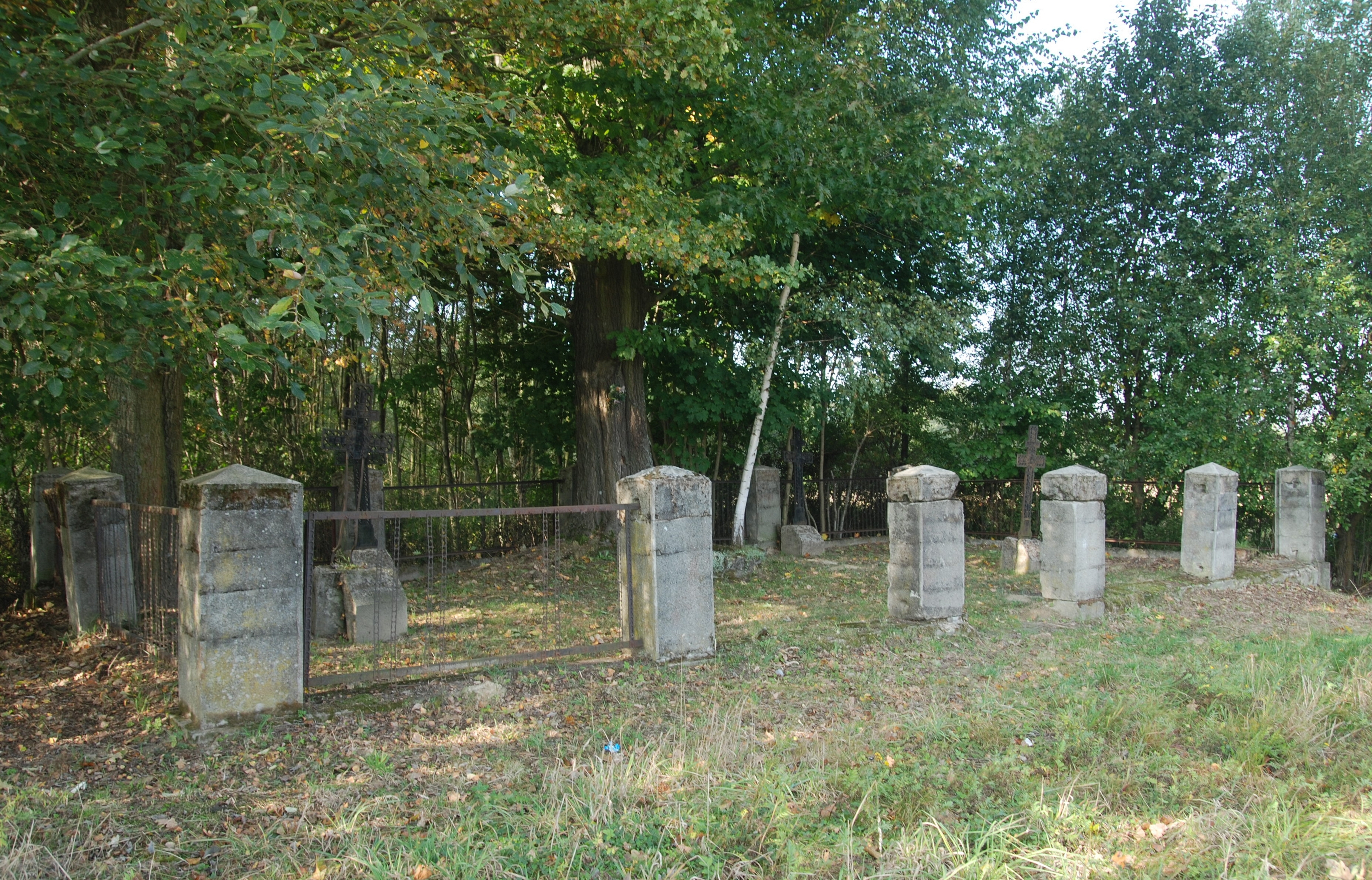
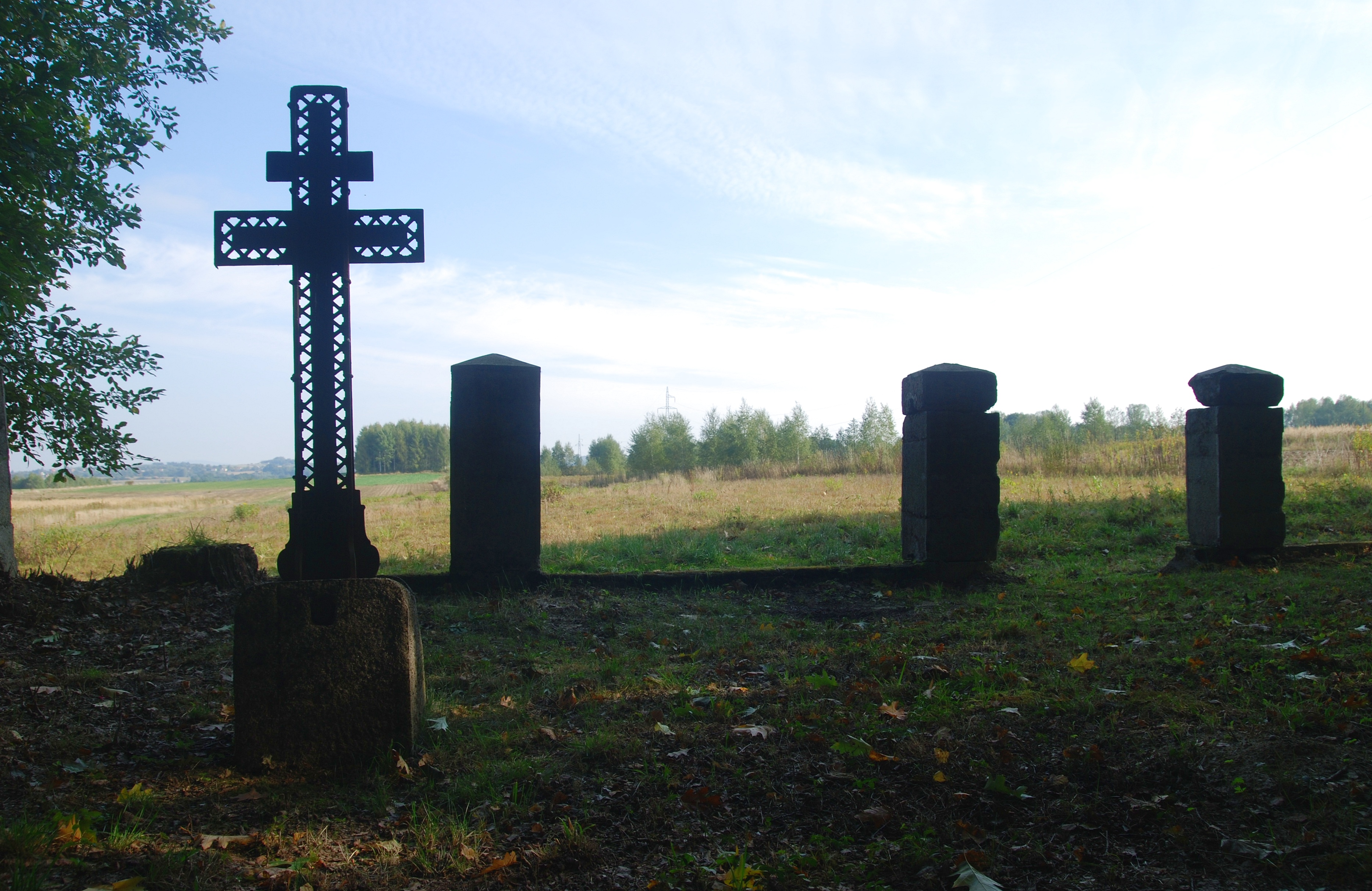
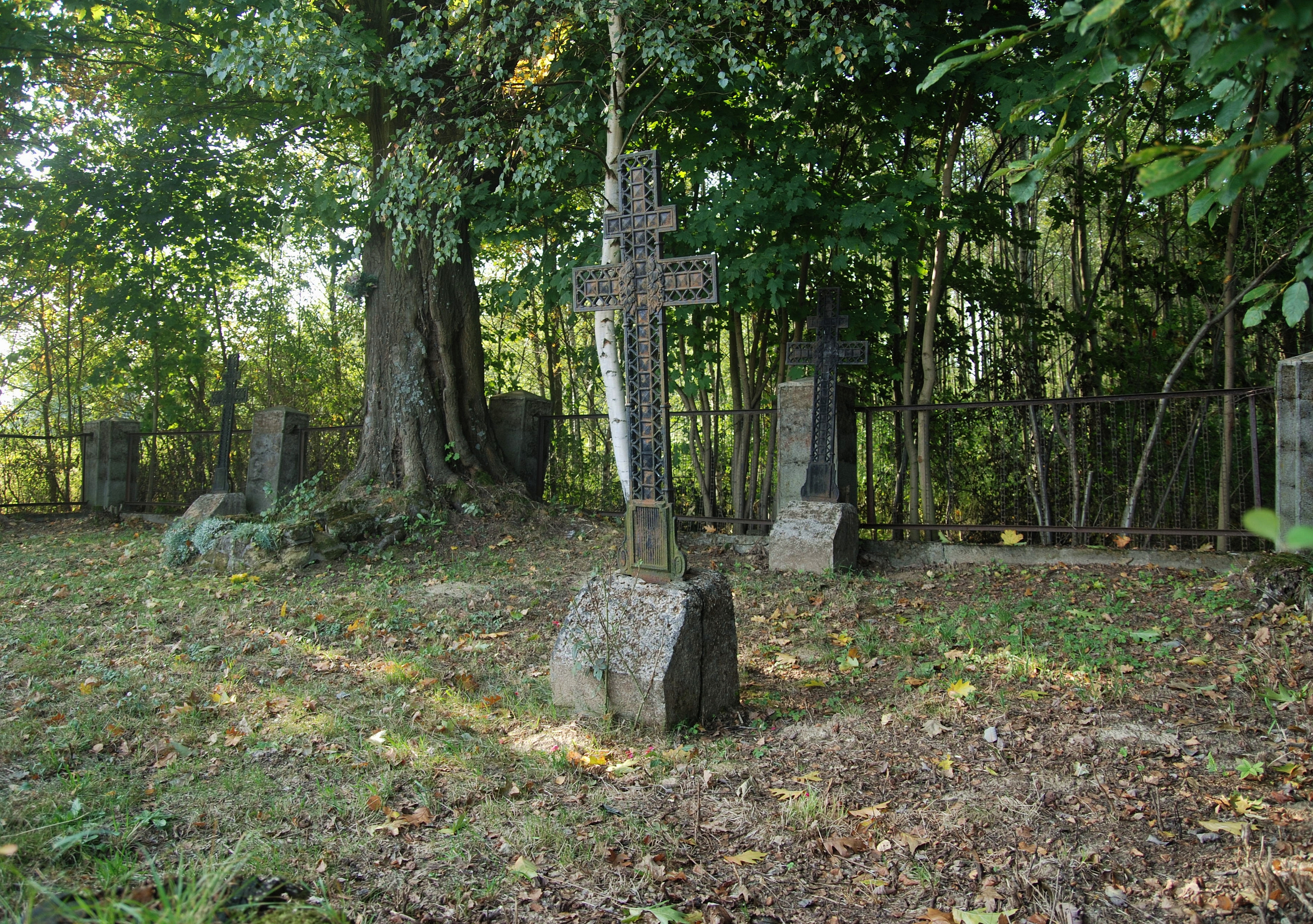